# Kronbesittning

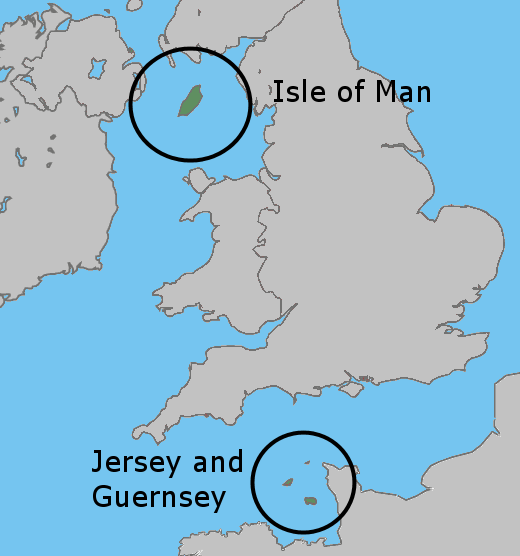
De tre kronbesittningarna i grönt.

En kronbesittning (engelska crown dependency) är en associerad stat i en unik typ av union med Storbritannien. Det finns tre kronbesittningar: Jersey och Guernsey, som tillsammans utgör Kanalöarna i Engelska kanalen, samt Isle of Man i Irländska sjön.

## Historia
Arrangemanget med kronbesittningar har sitt ursprung i feodala förhållanden och är inte identiskt med något annat, det beskrivs ibland som en form av avhängighet, ibland som en form av konfederation eller personalunion. Ofta undviks försök till exakt folkrättslig kategorisering (se även sui generis).
Kanalöarna hörde till hertigdömet Normandie när Vilhelm Erövraren blev Englands kung 1066. När Normandie erövrades av Frankrike 1205 förblev Kanalöarna den engelska kronans territorium.
Efter att ha lytt under Norge införlivades Isle of Man med Skottland 1266. Mellan 1405 och 1736 styrdes ön av Sir John Stanley och hans ättlingar, därefter av hertigarna av Atholl tills den rekvirerades av Storbritanniens parlament 1765. 1828 blev Isle of Man kronbesittning.

## Folkrättslig status
Kronbesittningarna är inte delar av Storbritannien och har inte räknats till Brittiska imperiet. De är inte heller medlemmar i Samväldet. De har full inre autonomi, medan Storbritannien har ansvar för försvar och utrikes relationer. Detta har inte hindrat Nordiska ministerrådet att i sitt skatteparadisprojekt föra förhandlingarna direkt med kronbesittningarnas respektive regeringar.
Statsöverhuvud över kronbesittningarna är Storbritanniens monark, representerad av den brittiska arméns generalstabschef (Chief of the General Staff). Inom varje kronbesittning företräds kronan av en viceguvernör (Lieutenant Governor) utsedd på fem år.

## Politiska och rättsliga system
Jersey och Guernsey är var sitt bailiwick (ämbetsområde) under överinseende av ännu en kunglig representant, en bailiff (förvaltare, titeln kan även översättas med häradshövding eller kronoinspektör). Dessa är ordförande för ständerförsamlingarna (the States) liksom för hovrätterna (Royal Court). På Isle of Man heter motsvarande domstol High Court of Justice, vars ledamöter nomineras av viceguvernören och utnämns av Storbritanniens lordkansler.
Varje kronbesittning har ett eget lagstiftande parlament med en majoritet av folkvalda ledamöter: På Jersey och Guernsey är det ständerförsamlingarna och på Isle of Man Tynwald med två kamrar. Kronbesittningarnas regeringar leds sedan 1998 (Isle of Man), 2004 (Guernsey) respektive 2005 (Jersey) av en vald regeringschef (Chief Minister). På ön Sark som hör till Guernsey lever rester av det medeltida seigneurväldet kvar.
Kronbesittningarna har egna författningar och egna rättssystem grundade på normandisk respektive manxk sedvanerätt. Beslut fattade av det brittiska parlamentet gäller endast om så uttryckligen anges, medan beslut fattade av kronbesittningarnas parlament formellt måste sanktioneras av den brittiska regentens kronråd (Privy Council). Frågor som rör kronbesittningarna bereds i Storbritannien av inrikesministeriet (Home Office).

## Handel och ekonomi
De tre kronbesittningarna har egna skattesystem, egen mynträtt och egna valutor. Sedan 1958 räknas handel mellan Storbritannien och kronbesittningarna som inrikeshandel. I förhållande till Europeiska unionen gäller att kronbesittningarna inte tillhörde unionen, men hade tullfrihet på handel med varor (den inre marknaden) med undantag fram till Storbritannien lämnade EU 2020. De är inte med i fria rörligheten avseende bosättning och arbetstillstånd för personer, och medborgarna är inte medborgare i EU. Se även Territorier associerade med Europeiska unionen.

## Internationella relationer
Enligt Storbritanniens medborgarskapslag är personer födda inom kronbesittningarna garanterade brittiskt medborgarskap, det vill säga att de inte kan nekas medborgarskap om de bosätter sig i Storbritannien. Men invånarna är varken brittiska medborgare eller EU-medborgare och deltar varken i brittiska val eller EU-val. De har en variant av brittiska pass och kronbesittningarna ingår i den brittisk-irländska passunionen Common Travel Area från 1922/1952, men står utanför Schengensamarbetet. Liksom Skottland, Wales och Nordirland har de egen representation i British-Irish Council som inrättades 1999 enligt Långfredagsavtalet (Belfast Agreement) 1998.